# Arthur Traube
Arthur Traube (* 8. März 1878 in Berlin; † 16. Juli 1948 bei New York) war ein deutscher Chemiker. Er entwickelte u. a. das Uvatypie-Verfahren sowie mit Adolf Miethe im Jahr 1902 die panchromatische Sensibilisierung.